# Gypona bigemmis
Gypona bigemmis är en insektsart som beskrevs av Spångberg 1878. Gypona bigemmis ingår i släktet Gypona och familjen dvärgstritar. Inga underarter finns listade i Catalogue of Life.